# Kaapse rupsvogel
De Kaapse rupsvogel (Campephaga flava) is een zangvogel uit de familie Campephagidae (rupsvogels).

## Verspreiding en leefgebied
Deze soort komt voor van Zuid-Soedan en Kenia tot Angola, Botswana en oostelijk Zuid-Afrika.

## Status
De grootte van de populatie is niet gekwantificeerd maar de soort wordt omschreven als schaars tot plaatselijk algemeen. Op de Rode lijst van de IUCN heeft deze soort de status niet bedreigd.